# HD 37605 b
HD 37605 b是一個環繞位於獵戶座恆星HD 37605的系外行星。HD 37605 b的質量幾乎是木星的三倍，軌道週期54日，軌道離心率高達0.74，與母恆星距離在0.069到0.453天文單位之間。 

## 概要
HD 37605 b在2004年首次被霍比-埃伯利望远镜觀測到。
在電腦模擬中，HD 37605 b可以將距離0.5天文單位以內的大多數物體全數清除，並且只會留下在它的遠拱點附近低離心率軌道，且共振接近1:2的小行星，而這些小行星離心率震盪可以達到0.06；以及共振比例1:3且離心率震盪可達0.4的小行星。此外，觀測結果排除了質量在木星0.7倍以上的行星如果軌道週期在1年以下，其距離可以在0.8天文單位以上。

## 外部連結
- . Exoplanets.   [2012-02-01]. （原始内容存档于2009-11-24）.